# Ejler Jakobsson
Ejler Jakobsson (Schenectady, 6 de diciembre de 1921-octubre de 1984) fue un escritor y editor estadounidense de origen finés adscrito al género de la ciencia ficción.
Jakobsson se trasladó a Estados Unidos en 1926 y comenzó su carrera como escritor en la década de 1930. Trabajó en Astonishing Stories y Super Science Stories brevemente antes de que la publicación fuera cerrada debido a la escasez de papel. Cuando Super Science Stories fue reabierta en 1949, Jakobsson fue nombrado editor hasta que la publicación fue cerrada nuevamente dos años más tarde. Regresó a la edición en 1969, cuando se hizo cargo de Galaxy, If en reemplazo de Frederik Pohl, y de dos números de Worlds of Tomorrow (1970-71).

## Obras

### Editor de revistas
If
- If - 1969 (1969)
- If - 1970 (1970)
- If - 1971 (1971)
- Worlds of If - 1972 (1972)
- Worlds of If - 1973 (1973)
- Worlds of If - 1974 (1974)

Worlds of Fantasy
- Worlds of Fantasy - 1970-1971 (1970)
- Galaxy Science Fiction
- Galaxy Magazine - 1969 (1969).
- Galaxy Magazine - 1970 (1970).
- Galaxy Magazine - 1971 (1971).
- Galaxy Magazine - 1972 (1972).
- Galaxy Magazine/Galaxy - 1973 (1973).
- Galaxy - 1974 (1974).

Worlds of Tomorrow
- Worlds of Tomorrow - 1970 (1970).
- Worlds of Tomorrow - 1971 (1971).

Super Science Stories
- Super Science Stories - 1949 (1949).
- Super Science Stories - 1950 (1950).
- Super Science Stories - 1951 (1951).

- The Octopus
- The Octopus - 1939 (1939), con Edith Jakobsson.

- The Scorpion
- The Scorpion - 1939 (1939), con Edith Jakobsson.

Galaxy Science Fiction Reino Unido
- Galaxy Science Fiction Reino Unido, 1969 (1969)
- Galaxy Science Fiction Reino Unido, 1970 (1970)
- Galaxy Science Fiction Reino Unido, 1972 (1972)
- Galaxy Science Fiction Reino Unido, 1973 (1973)
- Galaxy Science Fiction Reino Unido, 1974 (1974)

Editor
- If, agosto-septiembre de 1970 (Reino Unido) (1970).

### Antologías
The Best from Galaxy
- 1 The Best from Galaxy, Volume I (1972), como Editors of Galaxy.
- 2 The Best from Galaxy, Volume II (1974), como Editors of Galaxy.

### Cuentos de ficción
- Corpses on Parade (1938), en coautoría con Edith Jakobsson.
- Death's Winged Squadron (1939), en coautoría con Edith Jakobsson.
- House of the Mummy Men (1939), en coautoría con Edith Jakobsson
- School for Slaughter (1939), en coautoría con Edith Jakobsson.

### Series de ensayos
Editor's Page (Galaxy)
- Brain Pollution (1969).
- Sunpot (1969).
- Man in Eternity (1970).
- On Genetics and Consensus (1970).
- The DDTs (1970).
- I Will Fear No Evil (1970).
- Asbestos, Too (1970).
- The Raries (1970).
- Letters (1970).
- 43° N, 154° E (1970).
- Wealth (1971).
- Letters 2 (1971).
- Letters 3 (1971).
- Unless We Fear Some Evil (1971).
- Editor's Page (Galaxy Magazine, enero-febrero de 1972) (1972).
- Editor's Page (Galaxy Magazine, marzo-abril de 1972) (1972).
- Editor's Page (Galaxy Magazine, julio-agosto de 1972) (1972).
- Editor's Column: The Naked Dream (1972).
- Re: octubre, 1973 (1973).

Hue and Cry
- Hue and Cry (If, septiembre, 1969) (1969)
- Hue and Cry (If, octubre, 1969) (1969), como The Editor
- Hue and Cry (If, noviembre, 1969) (1969), como The Editor
- Hue and Cry (If, diciembre, 1969) (1969), como The Editor
- Hue and Cry (If, febrero, 1970) (1970), como Jakobsson
- Hue and Cry (If, noviembre-diciembre, 1970) (1970), como Jakobsson
- Hue and Cry (If, mayo-junio, 1971) (1971), como Jakobsson
- Hue and Cry (If, julio-agosto 1971) (1971), como Jakobsson
- Hue and Cry (If, septiembre-octubre, 1971) (1971), como Jakobsson
- Hue and Cry (If, enero-febrero, 1972) (1972), como Jakobsson
- Hue and Cry (If, marzo-abril 1972) (1972), como Jakobsson
- Hue and Cry (If, mayo-junio 1972) (1972), como Jakobsson
- Hue and Cry (If, julio-agosto 1972) (1972), como Jakobsson
- Hue and Cry (If, septiembre-octubre, 1972) (1972), como Jakobsson
- Hue and Cry (If, noviembre-diciembre, 1972) (1972), como Jakobsson
- Hue and Cry (If, marzo-abril 1973) (1973), como Jakobsson
- Hue and Cry (If, julio-agosto 1973) (1973), como Jakobsson
- Hue and Cry (If, noviembre-diciembre, 1973) (1973), como Jakobsson

Editor's Page (If)
- Editor's Page: Starswinger (1969), solo como The Editor.
- Editor's Page (If, octubre, 1969) (1969).
- Editor's Page: The Dream Keepers (1969).
- Editor's Page: Skintelligence (1969).

Directions (Galaxy)
- Directions (Galaxy, octubre, 1973) (1973)

Editorial (Worlds of Tomorrow)
- A Page for Tomorrow (Worlds of Tomorrow, verano de 1970) (1970), como Jakobsson.
- A Page for Tomorrow (Worlds of Tomorrow, invierno de 1970) (1970), como Jakobsson.